# Área Protegida y Patrimonio Natural las Serranías del Pokotaika
Serranías del Pokotaika, cuyo nombre oficial es Área Protegida y Patrimonio Natural las Serranías del Pokotaika, es un área protegida y patrimonio natural del municipio de Capinota, ubicada en la Región Valles del departamento de Cochabamba, Bolivia. El área protegida se ha establecido para conservar el patrimonio cultural y natural de la zona, prevenir el avasallamiento de asentamientos humanos y construcciones ilegales, promover el cuidado y restauraciones de los bosques y mejorar la calidad del aire.
El área tiene una superficie de 142.93 hectáreas, está ubicada a una altitud de 2530.021 m s. n. m. y pertenece a la ecorregión Bosque Seco Interandino.

## Nivel de protección
Estas formaciones geológicas están protegidas por:
- Ordenanza Municipal No 016/2012, del 26 de abril de 2012.

## Atractivos
Entre los atractivos turísticos que tiene el área protegida están: 
- Las rutas de paseo Pokotaika – P’igirigallo – Cucuni y Pokotaika – Los Molinos.
- El mirador natural, desde donde se puede apreciar todo el valle de Capinota.[2]
- En la zona es posible observar aves endémicas de los valles cochabambinos como los homeros (Simoxenops striatus), jilgueros (Sicalis uropygialis), así como especies de reptiles y anfibios.
- En cuanto a especies vegetales, este sector cuenta con una especie característica de cactácea denominada localmente como Ulala (Cereus validus), también se encuentran las especies de molle (Schinus molle) y eucalipto (Eucalyptus).

## Amenazas
Las principales amenazas en esta área protegida son los avasallamientos de asentamientos humanos y edificación de construcciones ilegales.